# Mennonitterkirken (Frederiksstad)
Mennonitterkirken i Frederiksstad blev opført i 1708 ved siden af Den gamle Mønt (Alte Münze) ved Mellemborggraven. Kirken benyttes både af mennonitterne og Frederiksstads danske menighed. Den danske menighed hører under Dansk Kirke i Sydslesvig. 
Kirken har hverken tårn eller kirkeklokke. Kirkens indre er enkel og uden enhver religiøs udsmykning. Prædikestolen er centralt placeret. Ifølge mennonittisk opfattelse er prædiken det helt centrale element under gudstjenester. Kirken i Frederiksstad er dermed et ekspempel på en typisk protestantisk prædikenkirke. Først i 1852 fik kirken et orgel. Krucifikset og alteret stammer fra den danske menighed. Ved siden af kirken findes den forhenværende præstebygning.
Den mennonittiske menighed har rødder tilbage til 1600-tallet, hvor anabaptisterne (døbere) fra Nederlandene og fra halvøen Ejdersted bosatte sig i Frederiksstad. Endnu i 1800-tallet prædikedes her på nederlandsk.
Ved siden af kirken findes en lille mennonitisk kirkegård med gravsten fra 1700-tallet.

## Eksterne links
- Mennonitterne i Frederiksstad
- Frederiksstad danske Menighed